# Toddina
Toddina es un género de foraminífero bentónico invalidado por ser un nombre superfluo de Toddella Fordham, 1986, que a su vez es un homónimo posterior de Toddella Brönnimann & Zaninetti, 1984, de la subfamilia Globotextulariinae, de la familia Globotextulariidae, de la superfamilia Ataxophragmioidea, del suborden Ataxophragmiina y del orden Loftusiida. Su especie tipo era Globigerina? grata. Su rango cronoestratigráfico abarcaba desde el Mioceno hasta el Pleistoceno.

## Discusión
Clasificaciones previas incluían Toddina en el suborden Textulariina del orden Textulariida o en el orden Lituolida.

## Clasificación
Toddina incluye a la siguiente especie:
- Toddina grata